# Campionato asiatico 1995 (hockey su pista)
Il Campionato asiatico di hockey su pista 1995 è stata la quinta edizione della massima competizione asiatica per le rappresentative di hockey su pista maschili maggiori e fu organizzata dalla CARS. La competizione si svolse dal 18 al 21 ottobre 1995 a Nagano in Giappone. 
La vittoria finale è andata alla nazionale del Giappone che si è aggiudicata il torneo per la seconda volta nella sua storia.

## Formula
Il campionato asiatico 1995 vide la partecipazione di sette nazionali asiatiche. La manifestazione fu organizzata tramite un girone all'italiana con gare di sola andata; erano assegnati due punti per l'incontro vinto, un punto a testa per l'incontro pareggiato e zero la sconfitta. Al termine del torneo la squadra prima classificata venne proclamata campione d'Asia.

## Squadre partecipanti
| Squadra       | Partecipazioni precedenti al torneo |
| ------------- | ----------------------------------- |
| Cina          | 2 (1989, 1991)                      |
| Corea del Sud | 3 (1987, 1989, 1991)                |
| Giappone      | 4 (1985, 1987, 1989, 1991)          |
| India         | 4 (1985, 1987, 1989, 1991)          |
| Macao         | 3 (1987, 1989, 1991)                |
| Pakistan      | 1 (1989)                            |
| Taipei cinese | 3 (1987, 1989, 1991)                |

Nota bene: nella sezione "partecipazioni precedenti al torneo" le date in grassetto indicano la squadra che ha vinto quell'edizione del torneo

## Svolgimento del torneo

### Classifica finale
| Pos | Squadra       | Pt | G | V | N | P | GF | GS | DG  |
| --- | ------------- | -- | - | - | - | - | -- | -- | --- |
| 1.  | Giappone      | 12 | 6 | 6 | 0 | 0 | 46 | 7  | +39 |
| 2.  | Macao         | 10 | 6 | 5 | 0 | 1 | 38 | 16 | +22 |
| 3.  | Cina          | 8  | 6 | 4 | 0 | 2 | 54 | 41 | +13 |
| 4.  | Corea del Sud | 4  | 6 | 2 | 0 | 4 | 27 | 54 | -27 |
| 5.  | Taipei cinese | 3  | 6 | 1 | 1 | 4 | 25 | 55 | -30 |
| 6.  | India         | 3  | 6 | 1 | 1 | 4 | 21 | 57 | -36 |
| 7.  | Pakistan      | 2  | 6 | 1 | 0 | 5 | 22 | 53 | -31 |

### Risultati
| Data       | Ora | Gara          | Gara | Gara          |
| ---------- | --- | ------------- | ---- | ------------- |
| 18 ottobre |     | Giappone      | 13-1 | India         |
| 18 ottobre |     | Macao         | 19-1 | Taipei cinese |
| 18 ottobre |     | Cina          | 12-3 | Pakistan      |
| 18 ottobre |     | Macao         | 19-1 | India         |
| 18 ottobre |     | Giappone      | 8-1  | Corea del Sud |
| 18 ottobre |     | Taipei cinese | 3-5  | Pakistan      |
| 19 ottobre |     | Cina          | 11-5 | Corea del Sud |
| 19 ottobre |     | India         | 3-3  | Taipei cinese |
| 19 ottobre |     | Giappone      | 5-0  | Pakistan      |
| 19 ottobre |     | Macao         | 18-3 | Corea del Sud |
| 19 ottobre |     | Cina          | 13-7 | India         |

| Data       | Ora | Gara          | Gara  | Gara          |
| ---------- | --- | ------------- | ----- | ------------- |
| 19 ottobre |     | Giappone      | 8-2   | Taipei cinese |
| 20 ottobre |     | Pakistan      | 4-5   | India         |
| 20 ottobre |     | Macao         | 8-4   | Cina          |
| 20 ottobre |     | Corea del Sud | 6-7   | Taipei cinese |
| 20 ottobre |     | Giappone      | 8-1   | Cina          |
| 20 ottobre |     | Corea del Sud | 5-4   | India         |
| 20 ottobre |     | Macao         | 21-4  | Pakistan      |
| 21 ottobre |     | Corea del Sud | 7-6   | Pakistan      |
| 21 ottobre |     | Cina          | 13-10 | Taipei cinese |
| 21 ottobre |     | Giappone      | 4-2   | Macao         |